# Willy Urech

Willy Urech (1971)

Willy Urech (* 1. Dezember 1912 in Aarau; † 18. März 1986 ebenda; heimatberechtigt ebenda) war ein Schweizer Politiker (FDP).

## Biografie
Urech machte das Handelsdiplom an der Kantonsschule Aarau. Nach einem Bankpraktikum besuchte er die Ecole Supérieure de Commerce in Lausanne, die er 1935 mit der Matura abschloss. Anschliessend studierte er Rechtswissenschaften an den Universitäten von Bern und Zürich. Nach Abschluss des Studiums im Jahre 1941 wurde er Vize-Stadtschreiber von Aarau und schrieb eine Dissertation über "Die staatliche Beaufsichtigung der Banken in der Schweiz" (1944). Von 1961 bis 1973 war er Stadtammann von Aarau.
1949 wurde er in den Grossen Rat des Kantons Aargau gewählt und hatte dort bis 1973 Einsitz. Weiter vertrat er während zwei Legislaturperioden (1971–1979) den Kanton Aargau im Ständerat, wo er versuchte, die Position seines Heimatkantons zu stärken.
Ferner war Urech Verwaltungsrat der «Aare Tessin AG» sowie Präsident der «Schweizerischen Vereinigung für Atomenergie». Seine wichtigsten politischen Anliegen waren die Förderung des öffentlichen Verkehrs, die Stärkung der Schweizer Armee sowie ein ausgeglichener Bundeshaushalt.
Urech war verheiratet und hatte zwei Töchter. In der Armee hatte er den Grad eines Majors.